# Pata de Elefante
Pata de Elefante é uma banda brasileira de rock instrumental, formada em Porto Alegre, no Rio Grande do Sul.

## História
A banda foi formada em janeiro de 2002 com a proposta de fazer rock no Brasil sem nenhuma letra, apenas utilizando o instrumental.
Em dezembro de 2004, lançaram seu primeiro álbum, o homônimo Pata de Elefante, pela gravadora goiana Monstro Discos. Com o primeiro disco levaram o Prêmio Açorianos de Música na categoria artista revelação. Desde então, a Pata de Elefante passou a se apresentar nos principais festivais de música independente do Brasil: Goiânia Noise Festival (2004, 2006 e 2007), Festival Calango (Cuiabá, 2005), Semana da Música de Cuiabá (2006), Feira da Música Independente de Brasília (2006), Grito Rock (Cuiabá, 2007), Gig Rock (Porto Alegre, 2006 e 2007) e Abril Pro Rock (Recife, 2008).
Em 2007, foi lançado o segundo CD, intitulado Um Olho no Fósforo, Outro na Fagulha. O álbum entrou para um sem número de listas de melhores lançamentos nacionais do ano – da Folha de S.Paulo ao site da MTV.
A banda teve a canção "Hey!" incluída em uma coletânea de bandas independentes brasileiras lançada em 2008 pela revista francesa Brazuca.
Em 2009, ganhou o VMB 2009 na categoria "Instrumental".
Em 2011, se apresentaram na Argentina.
Em março de 2013, Gustavo Telles "Prego" oficializou através da rede social Facebook, o término da banda em seu perfil pessoal, bem como na fanpage da Pata de Elefante.
Gravado em 2012, foi lançado em 2014 o álbum Julio Rizzo e Pata de Elefante.
Porém, após cerca de dois anos de recesso, a banda retomou suas atividades em 2016.
Em 2022, lançam seu quinto álbum, chamado Novas Aventuras.

## Integrantes
- Daniel Mossmann - guitarra
- Gabriel Guedes - guitarra
- Gustavo Telles - bateria
- Edu Meirelles - baixo

## Músicos convidados e participações especiais
- Julio Rizzo - sopro
- Luciano Leães - teclados

## Discografia
- 2004 - Pata de Elefante - Monstro Discos
- 2007 - Um Olho no Fósforo, Outro na Fagulha - Monstro Discos
- 2010 - Na Cidade - Trama
- 2014 - Julio Rizzo e Pata de Elefante - Independente

## Bootlegs
- 2014 - Bota de Perna Taguatinga[11]

## Prêmios e indicações

### MTV Video Music Brasil
| Ano  | Categoria                         | Indicação        | Resultado |
| ---- | --------------------------------- | ---------------- | --------- |
| 2009 | Videoclipe de Música Instrumental | Pata de Elefante | Venceu    |

### Prêmio Açorianos
| Ano  | Categoria                    | Indicação                            | Resultado |
| ---- | ---------------------------- | ------------------------------------ | --------- |
| 2004 | Revelação                    | Pata de Elefante                     | Venceu    |
| 2008 | Disco de Música Instrumental | Um Olho no Fósforo, Outra na Fagulha | Indicado  |
| 2010 | Disco de Música Instrumental | Na Cidade                            | Venceu    |